# Onafhankelijkheid en Democratie Groep
De Onafhankelijkheid en Democratie Groep (IND/DEM), gevormd op 20 juli 2004, was een eurosceptische politieke groep van religieus geïnspireerde en/of soevereinistische partijen. Primair wilde men een supranationalistische Europese Unie tegenhouden. Men stelde het eigen rechtsstelsel voorop en werkte de inwerkingstelling van de Europese Grondwet tegen. De groepering had gedurende de termijn 2004-2009 29 leden in het Europees Parlement.
In juli 2009 ging de groep samen met de restanten van UEN verder als Europa van Vrijheid en Democratie.

## Vorming van de groep
Na de Europese verkiezingen in 2004 werd bekend dat Europese parlementsleden van
- Junilistan uit Zweden
- de Poolse pro-life partij Liga Polskich Rodzin en
- de Franse Mouvement pour la France

zich aan zouden sluiten bij de parlementsleden van de voormalige Europa van Democratieën in Diversiteit-groep en na 37 leden te hebben verzameld, schreef de groep zich in bij het Europees Parlement.

## Aangesloten leden en partijen
| Land                 | Nationale partij                  | Europese partij      | Zetels |
| Land                 | Nationale partij                  | Europese partij      | 2004   |
| -------------------- | --------------------------------- | -------------------- | ------ |
| Denemarken           | JuniBevægelsen                    | EUD                  | 1      |
| Frankrijk            | Mouvement Pour la France          | ADIE                 | 3      |
| Griekenland          | Laikos Orthodoxos Sunagermos      | ADIE                 | 1      |
| Ierland              | Kathy Sinnot (partijloos)         | EUD                  | 1      |
| Italië               | Lega Nord                         | onafhankelijk        | 4      |
| Nederland            | ChristenUnie-SGP                  | ECPM/onafhankelijk   | 2      |
| Polen                | Liga Polskich Rodzin              | ADIE                 | 10     |
| Tsjechië             | Onafhankelijke Democraten         | ADIE                 | 1      |
| Verenigd Koninkrijk  | United Kingdom Independence Party | onafhankelijk        | 11     |
| Zweden               | Junilistan                        | EUD                  | 3      |
| totaal ADIE          | totaal ADIE                       | totaal ADIE          | 15     |
| totaal EUD           | totaal EUD                        | totaal EUD           | 5      |
| totaal ECPM          | totaal ECPM                       | totaal ECPM          | 1      |
| totaal onafhankelijk | totaal onafhankelijk              | totaal onafhankelijk | 16     |
| totaal               | totaal                            | totaal               | 37     |